# Amado Espino

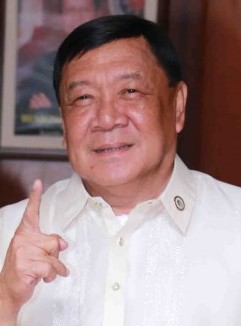
Amado Espino (2014)

Amado Totaan Espino, Jr. (* 20. Juni 1948 in Bautista, Pangasinan) ist ein philippinischer Politiker.

## Leben
Nach dem Besuch der High School absolvierte Espino eine Ausbildung an der philippinischen Militärakademie. Er studierte Development Management an der Pangasinan State University und beendete das Studium mit einem Master-Abschluss. Seit 2007 ist Espino der Gouverneur von Pangasinan. Er ist römisch-katholischer Konfession, verheiratet und Vater von vier Kindern.